# 尉景
尉景（?—547年6月25日），胡姓尉迟氏，胡名副羽，字士真，善無郡(今山西省朔州市)人，北魏、东魏官员，北齊高祖高歡的姐夫，官至大司馬，爵封長樂郡公。

## 生平
尉景個性溫和寬厚，為人有俠氣，曾擔任懷朔鎮獄掾，高歡年少時便成長在尉景家，北魏孝昌（525年—527年）年間，六镇之乱爆發，尉景和高歡等人先跟隨杜洛周軍隊，之後再前往秀容投奔爾朱榮。

### 對爾朱兆作戰
爾朱榮死後，永安三年（530年）十二月，爾朱兆攻下洛陽，軟禁孝莊帝，當時尉景以都督身份在爾朱兆軍中，私下寫信給高歡告知朝廷軍隊已被擊敗，使高歡能夠即時和爾朱兆陣營修補關係。高歡曾和爾朱兆在營帳中飲宴，尉景在外頭埋伏壯士，準備擒殺爾朱兆。高歡見狀咬尉景手臂制止，認為現在己方陣營羽翼未豐，不能和對方決裂。以軍功拜安北將軍、光祿大夫，封為博野縣伯
普泰元年（531年）與高歡在信都起兵反對爾朱氏。隔年（532年）閏三月，雙方展開了韓陵之戰，戰爭結果由高歡陣營獲勝，但只有尉景這支部隊失利了。戰後高歡領軍入洛陽，留下尉景鎮守鄴。太昌元年（532年）七月，兗州城民據城動亂，由侯景都督濟州刺史蔡儁和當時擔任齊州刺史的尉景一同攻打兗州，成功破城，進封為博野縣公。

### 對西魏作戰
尉景的妻子常山君是高歡的親姊。他以貴戚身份，每逢有軍事行動，都與厙狄干一同被委以重任。天平三年（536年）尉景升任太保，天平四年（537年），東西爆發沙苑之戰，戰後東魏所屬的東雍州諸城池被西魏佔據，高歡派遣斛律金、厙狄干、尉景領兵攻讨，西魏派金祚鎮守此地，但被尉景打敗，金祚投降，後改封長樂郡公。

### 徵召回朝
興和二年（540年）轉任太傅，興和四年（542年）因為隱藏逃犯被發現遭到彈劾軟禁在家，尉景叫崔暹對高澄說：「你跟阿惠（高澄）講，富貴發達了，就要來殺我了嗎？」高歡聽聞此事後，奔赴朝堂向孝靜帝元善見請罪，於是貶職為驃騎大將軍、開府儀同三司，事後高歡拜訪尉景，尉景憤怒臥床不動，大叫：「殺我的時刻終於來了嗎？」常山君也跟高歡說：「我們年紀已老離死不遠，怎麼忍心如此逼迫啊！」高歡因此屈膝跪下安撫尉景。

### 晚年
不久後改任為青州刺史，在州任內素行頗有改善，百姓安於他的治理。徵召他為大司馬。但是得病，武定五年五月戊午（547年6月25日）死在青州，朝廷赠予太師、尚書令。北齊建國後，因尉景是元勛，齐文宣帝高洋于天保元年六月壬午（550年7月3日）诏令，已故太保尉景等人辅佐先帝，协助治理皇室基业，有的不幸早年去世，有的以身殉职，可以派遣使者到墓地进行祭奠，并安抚慰问他们的妻子儿女，安慰兼及活着或死去的人。皇建元年，追赠尉景长乐王、假黄钺，谥号武恭，十一月庚申（560年12月15日），齐孝昭帝高演诏令将尉景等十二人合祭于高欢的宗庙之中。

## 人物性格
尉景始終汲營於財貨利益之事，高歡常對此不滿加以責備，擔任冀州刺史期間，又大肆納賄，曾經徵發伕役打獵，一次就死了三百人。有次尉景與厙狄干在高歡住處，厙狄干對高歡說希望能當御史中尉，高歡問：「為什麼要當個低微的官職呢？」厙狄干開玩笑回答：「因為要來抓拿尉景啊。」高歡大笑。高歡又曾令俳優石董桶戲耍尉景，石董桶剝下尉景的衣服說：「明公您剝削百姓，董桶我又為何不能來剝您。」高歡因此告誡尉景不要過於貪奪，尉景反譏：「和你比生活是誰比較厲害呢？我只從一般人手上取錢財，你卻從天子那邊割賦稅。」高歡笑而不答。
尉景有匹果下馬，是匹罕見的馬，高澄前來索取但尉景不給，對高澄說：「堆積土壤可以成牆、受人推舉可以成王；一匹馬被我套上了馬索也不能飼養嗎？」於是高歡在尉景和常山君面前責打高澄。

## 家庭

### 曾祖
- 尉乌地延[1]

### 祖父
- 尉初崘，北魏酋长、军将[1]

### 父母
- 尉陵，北魏高车军主，追赠使持节、都督定州诸军事、卫将军、仪同三司、定州刺史[7]
- 贺示回，北魏平西将军、雍州刺史、始平公贺干曾孙女，库部尚书贺敦孙女，云中都牧令贺娄之女，追封武邑郡君[10][11]

### 兄弟
- 尉州，正光五年十月于恒州北二百里凉城郡去世，虚岁二十四，追赠征虏将军、常山郡太守，永熙三年正月廿六日葬于中山行唐的秘村[1][7]

### 夫人
- 高娄斤，常山郡君，追尊齐文穆帝高树生长女，追尊齐神武帝高欢姐姐

### 兒子
- 尉粲，北齐太傅、长乐文成王

## 延伸阅读
[在维基数据编辑]
 《北齊書·卷15》，出自李百药《北齊書》
 《北史·卷054》，出自李延壽《北史》